# Камала Харис
Ка̀мала Дѐйви Ха̀рис (на английски: Kamala Devi Harris) е американски юрист и политик от Демократическата партия, 49-и вицепрезидент на Съединените американски щати, а преди това сенатор от Калифорния. Тя е първата жена, както и първият цветнокож политик и първият политик от азиатски произход, избран за вицепрезидент на САЩ.

## Биография
Камала Харис е родена на 20 октомври 1964 година в Оукланд, САЩ, в семейство на имигранти. Името ѝ Камала в превод от санскрит означава „лотосов цвят“. Майка ѝ, Шямала Гопалан, е родена в Индия, на 19 годишна възраст идва в САЩ. Тя е била учен биолог, изследователка на рака на гърдата. Баща ѝ, Доналд Харис, е професор по икономика в Станфордския университет, емигрирал от Ямайка. Родителите на Камала се развеждат, когато тя е на 5 години.
Харис следва в Университет Хауърд във Вашингтон (исторически черен университет), получава титлата „доктор по право“ в юридическия колеж „Хейстингс“ на Калифорнийски университет и започва работа като помощник прокурор на окръг Аламида.
На 21 януари 2019 г. Харис официално обявява своята кандидатура за президент на САЩ. Спира кампанията си на 3 декември 2019 г. На 11 август 2020 г. е обявена за кандидат-вицепрезидент на Джо Байдън, заедно с когото печелят президентските избори срещу действащия президент Доналд Тръмп.

## Личен живот
Омъжена е за калифорнийския адвокат Дъглас Емхоф от 2014 г. Те нямат деца, но Емхоф има две деца от предишния си брак.